# Всеволожская
Все́воложская — платформа Ириновского направления Октябрьской железной дороги на 14-м километре линии Пискарёвка — Ладожское Озеро. Находится в центре Всеволожска. Её пересекает Всеволожский проспект.

## Первый вокзал (на Октябрьском проспекте)
В 1892 году через земли владельца мызы Рябово Павла Александровича Всеволожского, прошла Ириновская железная дорога. П. А. Всеволожский был одним из акционеров строительства новой железной дороги. В 1895 году была построена платформа, которая получила название по фамилии акционера и землевладельца — Всеволожская. Через год платформа и навес для пассажиров сгорели в пожаре.
В 1896 году остановочный пункт был устроен на противоположной стороне железной дороги, затем было построено двухэтажное здание вокзала и одноэтажный дом для рабочих и хранения железнодорожного имущества. Это здание являлось памятником архитектуры и охранялось государством (об этом сообщала, укреплённая на здании ещё в советское время, металлическая доска). Снесено в 2007 году.

ВСЕВОЛОЖСКАЯ — полустанция Ириновской жел. дороги 1 двор, жителей — 1 м. п. (1896 год)

- Станция Всеволожская. 1910-е годы

В 1923 году, после перешивки на широкую колею и спрямления дороги в черте Всеволожска, платформа Всеволожская была передвинута на 500 метров южнее.
Электрифицирована в 1958 году в составе участка Финляндский вокзал — Мельничный Ручей.

## Современный вокзал
В настоящее время Всеволожская имеет две смещённые платформы. В 1990-х годах на Всеволожском проспекте построили кассы из силикатного кирпича; их снесли в 2007 году. Весной 2010 года завершено строительство нового вокзального комплекса. В нём планировался большой зал ожидания, кассовый центр на четыре поста, туалеты, кафе и торговые площади. На практике на месте предполагаемого вокзала открылся торговый комплекс «Всеволожский», через который осуществляется проход на платформу.
- Платформа Всеволожская. 2015 год

С 17 октября 2016 года были назначены 4 пары электропоездов Ласточка: Санкт-Петербург-Финляндский — Мельничный Ручей — Санкт-Петербург-Финляндский.
На привокзальной площади расположена автобусная станция, обслуживающая следующие автобусные маршруты: 

Городские:
- № 4 пл. Всеволожская — мкр. Южный, протяжённость 5 км
- № 5 пл. Всеволожская — пл. Всеволожская (круговой), протяжённость 5 км
- № 6 пл. Всеволожская — ЦРБ — мкр. Мельничный Ручей, протяжённость 9,5 км
- № 8 пл. Всеволожская — Производственная зона города Всеволожска, протяжённость 16 км
- № 9 пл. Всеволожская — мкр. Хутор Ракси, протяжённость 8 км
- № 10 пл. Всеволожская — мкр. Сельхозтехникум, протяжённость 4 км

Муниципальные:
- № 512 пл. Всеволожская — пос. им. Морозова, протяжённость 38 км
- № 513 пл. Всеволожская — Кировск, автостанция, протяженность 49 км
- № 601 пл. Всеволожская — пос. Углово, протяжённость 10,8 км
- № 601а пл. Всеволожская — пос. Романовка, протяжённость 7,9 км
- № 602 пл. Всеволожская — дер. Коккорево, протяжённость 34,5 км
- № 602а пл. Всеволожская — пос. Рахья, протяжённость 19,9 км
- № 603 пл. Всеволожская — пос. Красная Звезда, протяжённость 32 км
- № 604 пл. Всеволожская — Хапо-Ое — пос. Невская Дубровка, протяжённость 37,9 км
- № 607 пл. Всеволожская — дер. Лепсари, протяжённость 19,2 км
- № 618 пл. Всеволожская — т.ц. «„МЕГА“-Дыбенко».
- № 622 пл. Всеволожская — дер. Гарболово, протяжённость 72,48 км
- № 625 пл. Всеволожская — г. Сертолово, протяжённость 62,4 км[6].